# Prison Farm
Prison Farm è un film poliziesco statunitense del 1938 che ha per protagonista l'attrice e cantante Shirley Ross, interprete di numerose commedie musicali e che, questa volta, si cimenta in un ruolo drammatico. La parte del protagonista maschile viene affidata all'attore Lloyd Nolan, considerato la risposta della Paramount all'astro nascente Bogart.
La pellicola ricalca nella trama il precedente film del 1935 della stessa major Fuggiasca con Sylvia Sidney, nel ruolo della ragazza innocente vittima delle circostanze, e di Alan Baxter nel ruolo del malvivente.
La pellicola segna l'esordio cinematografico di William Holden, non accreditato, che interpreta la parte di un carcerato.

## Trama
Una giovane donna, Jean Forrest, si innamora di un uomo, Larry Harrison, ma è inconsapevole del fatto che l'uomo è un ricercato per aver rapinato un furgone portavalori e per averne ucciso il conducente. Proprio mentre sono sul punto di sposarsi, Harrison convince la sua fidanzata a farle da palo mentre tenta una rapina, ma vengono entrambi arrestati. Onde evitare una pena più severa, Harrison accetta di trascorrere un periodo di sei mesi in una casa di correzione, dove verrà imprigionata in una struttura separata anche la povera Jean, che ha una brutale esperienza con la violenza e il sadismo delle sue compagne di prigionia, Shifty Sue e la più anziana Cora Waxley. L'unico a credere alla sua innocenza e a darle sollievo e sostegno morale è il dottore del carcere, Roy Conrad.

## Produzione
Il film fu prodotto dalla Paramount Pictures.

## Distribuzione
Il copyright del film, richiesto dalla Paramount Pictures, Inc., fu registrato il 17 giugno 1938 con il numero LP8095.
Distribuito dalla Paramount Pictures e presentato da Adolph Zukor, il film uscì nelle sale cinematografiche USA IL 17 giugno 1938. In Danimarca, fu distribuito il 23 novembre di quello stesso anno con il titolo På flugt for politiet.